# Магнитомеханические явления
Магнитомеханические явления (гиромагнитные явления) — выделяемая группа физических явлений, в которых появляется связь между магнитными моментами и моментами количества движения частиц. В них проявляется взаимосвязь магнитного момента  электронов (в атомах и ионах) и др. частиц с их собственным угловым (механическим) моментом (спиновым и орбитальным).
В группу магнитомеханических явлений входит эффект Барнетта, Эффект Эйнштейна — де Хааза и др.